# (543) Шарлотта
(543) Шарлотта (нем. Charlotte) — астероид главного пояса, который принадлежит к спектральному классу X. Он был открыт 11 сентября 1904 года немецким астрономом Паулем Гёцем в Обсерватории Хайдельберг-Кёнигштуль и назван в честь подруги Гёца.